# Noor Al-Malki
Noor Al-Malki est une athlète née le 21 octobre 1994 à Doha.

## Biographie
Noor Al-Malki a commencé l'athlétisme lors de compétitions universitaires en 2008 avant d'être repérée par le sélectionneur national.
Lors des Jeux olympiques d'été de 2012, elle est l'une des premières femmes envoyées par son pays pour participer aux jeux. Cette première lui procure une importe couverture médiatique, des articles lui sont consacrés dans El País, The New York Times ou encore The Guardian.
Engagée dans l'épreuve du 100 mètres féminin, elle se blesse durant les qualifications et ne termine pas sa course.
En 2018, elle détenait le record national en intérieur dans le 60 mètres (8 s 11) et le 200 mètres (27s 04).